# Жмеринська загальноосвітня школа № 1
Жмеринська ЗОШ № 1 — середня загальноосвітня школа I—III ступенів в Жмеринці. Колишня Жмеринська чоловіча гімназія.

## Історія

Меморіальна дошка Ю. К. Смоличу

Будівництво чоловічої гімназії розпочалось у середині 1900-х році на кошти графа Гейдена. Перше приміщення гімназії було збудовано 1906 р., ця будівля у радянські часи була поштою, а 1999 р. знесена через аварійний стан. 1 листопада 1909 р. Жмеринську чоловічу гімназію було переведено у сучасну будівлю. Ось як про це пише газета «Подолье»:
|                                                   | 1 ноября состоялось освящение Жмеринской городской мужской гимназии и устроенной в этом здании домовой церкви Совсем необычной для гимназии является астрономическая обсерватория, для которой получен уже большой телескоп. Оборудование ее будет закончено в будущем году. |
| — Газета «Подолье», №132 від 6 листопада 1909 р., | |

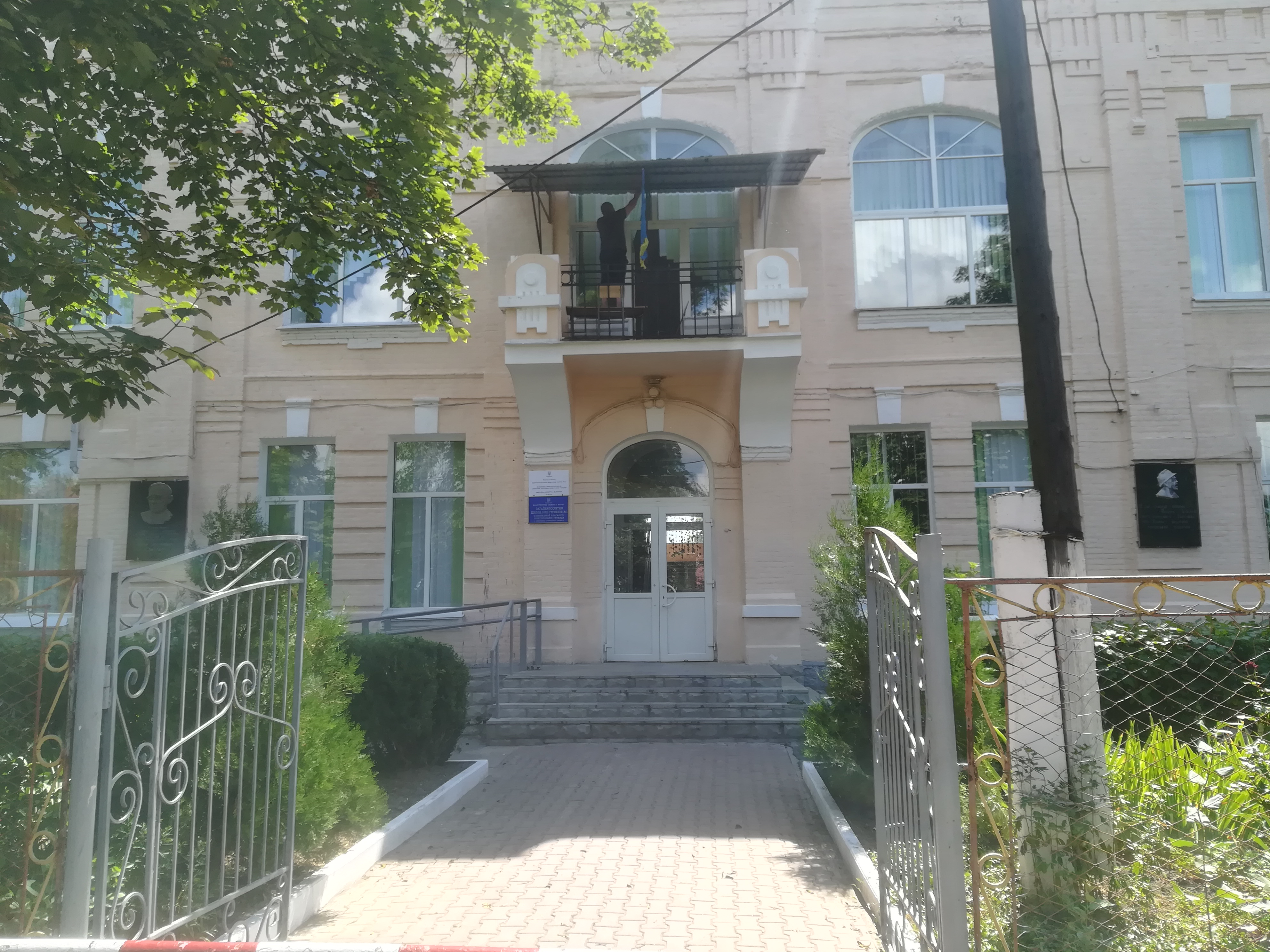
Будівля школи у 2019 році

За часів німецько-нацистської окупації у приміщенні колишньої гімназії катували жителів міста.

## Відомі учні
- Юрій Смолич (1913—1917) — відомий український радянський журналіст, письменник, поет та громадський діяч, інформатор спецслужб.
- Василь Хмелюк — відомий український художник та поет.
- Віктор Жеребнюк — міський голова Жмеринки у 1998—2002 та 2006—2010 рр.
- Борис Біров — очільник комсомольського руху в Жмеринці.

## Цікаві факти
- У будівлі школи розміщувалась директорія УНР під час перебування в місті Симона Петлюри